# Насир ол-Молк
Джамията Насир ал-Мулк (на персийски: مسجد نصیر الملک Masjed-e Nasir ol-Molk), известна още като Розовата джамия (Surati Mosque Masjed-e Surati), е традиционна джамия в Шираз, Иран. Намира се близо до джамията Shāh Cherāgh. Построена е по време на управлението на династията Каджар в Иран.
Джамията включва богато цветно стъкло във фасадата си и показва други традиционни елементи като Panj Kāse („пет вдлъбнати“) дизайн.
Джамията е построена по време на династията Каджар и все още се използва под защитата на Фондацията за дарения на Насир ал Молк. Строителството започва през 1876 г. по заповед на Мирза Хасан Али Насир-ол-Мулк, един от лордовете и аристократите на Шираз, син на Али Акбар Кавам ал-Мулк, губернаторът на Шираз и е завършено през 1888 г. Дизайнерите са Мохамед Hasan-e-Memār, персийски архитект, който също е построил известната градина Eram преди джамията Nasir al-Molk, Mohammad Hosseini Shirazi и Mohammad Rezā Kāshi-Sāz-e-Širāzi.
Въпреки че витражите са най-популярни в църквите в днешно време, най-ранният открит е в Сирия от 7-ми век [съмнително – обсъдете] – Дура ал-Макнуна (Книгата на скритата перла), публикувана през 8-ми век. Прозорците Orsi са прозорци, изработени от смес от дърво и цветно стъкло в династиите Safavid и Qajar. Orsi се различава от витражите, използвани в много църкви и османски джамии, които служат като осветени изображения, а не като източник на светлина. Светлината е основна характеристика в много джамии, считайки я за основен символ на Бог в исляма. Това се споменава в една глава от Корана: „Аллах е светлината на небесата и земята“.